# Tøsedrengene
Tøsedrengene var en populær dansk musikgruppe, der i årene 1978-1985 gjorde sig bemærket på den danske musikscene. Som det første danske band tog de fat i reggaemusikken, som de kombinerede med danske tekster.
Gruppen nåede at udgive i alt seks album og et antal opsamlingsalbum med et samlet salg på over 1 million eksemplarer. Blandt gruppens største hits kan nævnes "Sig du ka' li' mig", "Indianer", "Bruge Og Bruges", "Så gik der tid med det", "Vi var engang så tæt", "Ud under åben himmel" og "Drop dine løgne". Herudover var Tøsedrengene et meget succesfuldt live-orkester. Gruppens faste medlemmer fra dens mest blomstrende periode var Anne Dorte Michelsen, Henrik Stanley Møller, Michael Bruun, Klaus Kjellerup, Jan Sivertsen, Maria Bramsen og Aage Hagen. De fleste af dem er fortsat aktive i musikbranchen.

## Historie
Tøsedrengene blev stiftet i 1978 af barndomsvennerne Klaus Kjellerup og Henrik Stanley Møller, og deres grundlæggende ide med gruppen var at spille reggae på dansk. Orkesteret bestod frem til det tredje album kun af de fem drenge, og medlemmerne kom fra to af 1970'ernes danske fusionsbands, Heavy Joker og Pakhus 1. I begyndelsen var Kjellerup og Stanley forsangere i gruppen, men det var først da der kom "tøser" bag mikrofonerne, at der for alvor kom skred i Tøsedrengenes karriere. Det skete efter udgivelsen af gruppens andet album i 1981, Tiden står stille, som indeholdt stor-hittet "Sig du ka' li' mig", hvor Anne Dorte Michelsen var gæstesanger i duetten med Stanley.
Efter det andet album blev Tøsedrengene udvidet med Anne Dorte Michelsen og Gitte Naur, der begge havde optrådt som korsangere på albummet og ved enkelte af gruppens koncerter. Ved årsskiftet 1981-82 blev Gitte Naur erstattet af Maria Bramsen, og Naur blev herefter forsanger i gruppen News. Succesen blev for alvor slået fast med pladerne Tøsedrengene 3 i 1982 og Alle vore håb i 1983. Samtidig turnerede Tøsedrengene landet rundt i udsolgte koncerthuse og sportshaller. 
De mest markante gruppemedlemmer var komponisterne Michael Bruun og Klaus Kjellerup, samt sangerinden og tekstforfatteren Anne Dorte Michelsen. De øvrige medlemmer Aage Hagen, Henrik Stanley Møller, Jan Sivertsen og Maria Bramsen bidrog alle hver med deres evner og personligheder til at fuldende billedet af et velfungerende kollektiv, hvor der var plads til alle. Efterhånden blev det dog et problem at blive enige, da der ikke var en egentlig leder af gruppen. Dette førte i november 1983 til, at Klaus Kjellerup forlod det orkester, han selv havde været stifter af. Tøsedrengenes status var dengang så stor, at dette brud var på forsiden af formiddagsaviserne, og blev omtalt i alle nyhedsmedier inkl DR's radioavis.
De øvrige Tøsedrenge fortsatte imidlertid, først med Rene Szczyrbak og senere med Lars Danielsson som afløsere for Kjellerup, og gruppen lavede yderligere to album, hvoraf det første, Tiden er klog, satte salgsrekord for Tøsedrengene. Gruppen opløstes i 1985 kort efter udsendelsen af det sidste Tøsedrenge-album, I sikre hænder, som rent salgsmæssigt ikke kunne leve op til forgængeren.

## Efter Tøsedrengene
Efter opløsningen i 1985 fortsatte medlemmerne på den danske musikscene i flere sammenhænge, blandt andet i The Lejrbåls og Ray-Dee-Ohh. Anne Dorte Michelsen fortsatte solo og senere med kvindegruppen Venter på far. Klaus Kjellerup fortsatte også solo med Klaus Kjellerup Band, og stiftede senere Danser med Drenge, hvor Henrik Stanley også er medlem, og hvor Jan Sivertsen var medlem indtil 1997. 
De oprindelige Tøsedrenge-stiftere, Kjellerup og Stanley, har siden 1993 holdt to af de gamle Tøsedrenge-sange i live ved Danser med Drenges koncerter, "Et lysår en stjerne" og "Ud under åben himmel", og i 2013 etablerede de to sangerinder Anne Dorte & Maria et nyt orkester, der spiller koncerter med Tøsedrengenes og Ray Dee Ohhs største hits .
Aage Hagen blev senere uddannelsesleder på Rytmisk Musikkonservatorium i København, og Michael Bruun havde en lang karriere som producer for en række store danske popnavne. Jan Sivertsen spillede senere med sin ex-kone, Lis Sørensen, og med et andet 1980'er-navn, guitaristen Poul Halberg, mens Maria Bramsen, efter at have medvirket på mange børnemusikplader, har arbejdet som grafisk designer.
I 2006 blev alle Tøsedrengenes plader for første gang udgivet på cd af Universal Music efter overtalelse fra en gammel fan, musikeren Tim Christensen. Alle cd'erne blev samlet i en boks under titlen Komplet, der blev udsendt i efteråret 2006. Ved 35-års jubilæet i 2014 blev alle Tøsedrenge-indspilningerne for første gang gjort tilgængelige digitalt på musiktjenesterne, og samtidig udsendte Universal Music jubilæumsalbummet "Sig du ka li mig - de 40 bedste sange".

## Genforeningen
I årene efter opløsningen har mange forsøgt at overtale Tøsedrengene til at spille sammen igen, men dette har indtil videre ikke været muligt. I et enkelt tilfælde, ved Klaus Kjellerups bryllup i 1990, blev forsøget gjort, dog uden større succes på grund af musikalske uoverensstemmelser, og alt tydede derfor på, at en genforening af Tøsedrengene havde lange udsigter .
Ved gruppens 25-årsjubilæum i 2004 lykkedes det imidlertid at samle næsten hele Tøsedrengene sammen med Danser med Drenge ved to koncerter i Pumpehuset . Det samme skete på Smukfest i 2004, hvilket er dokumenteret på Danser med Drenges dvd Hallo hvor det koger . Desuden samledes hele orkesteret ved Smukfest-jubilæet i 2004, hvor de fremførte "Sig du ka li mig".

## Medlemmer
- Anne Dorte Michelsen (sang og kor)
- Maria Bramsen (sang og kor)
- Henrik Stanley Møller (keyboard, sang og kor)
- Klaus Kjellerup (bas, guitar, sang og kor)
- Michael Bruun (guitar)
- Jan Sivertsen (trommer)
- Aage Hagen (keyboards)
- Rene Szczyrbak (bas)
- Lars Danielsson (bas)

## Diskografi

### Studiealbum
- Det går fremad (1979)
- Tiden står stille (1981)
- Tøsedrengene 3 (1982)
- Alle vore håb (1983)
- Tiden er klog (1984)
- I sikre hænder (1985)

### Opsamlingsalbum
- Det bedste (1992)
- Master serien (1998)
- De allerbedste (1999)
- Tøsedrengene Komplet (2006)
- Sig du ka' li' mig - de 40 bedste sange (2014)

### Album med andre
- Danser med Drenge feat. vennerne fra Tøsedrengene: Hallo hvor det koger (2005)